# Транспортний засіб

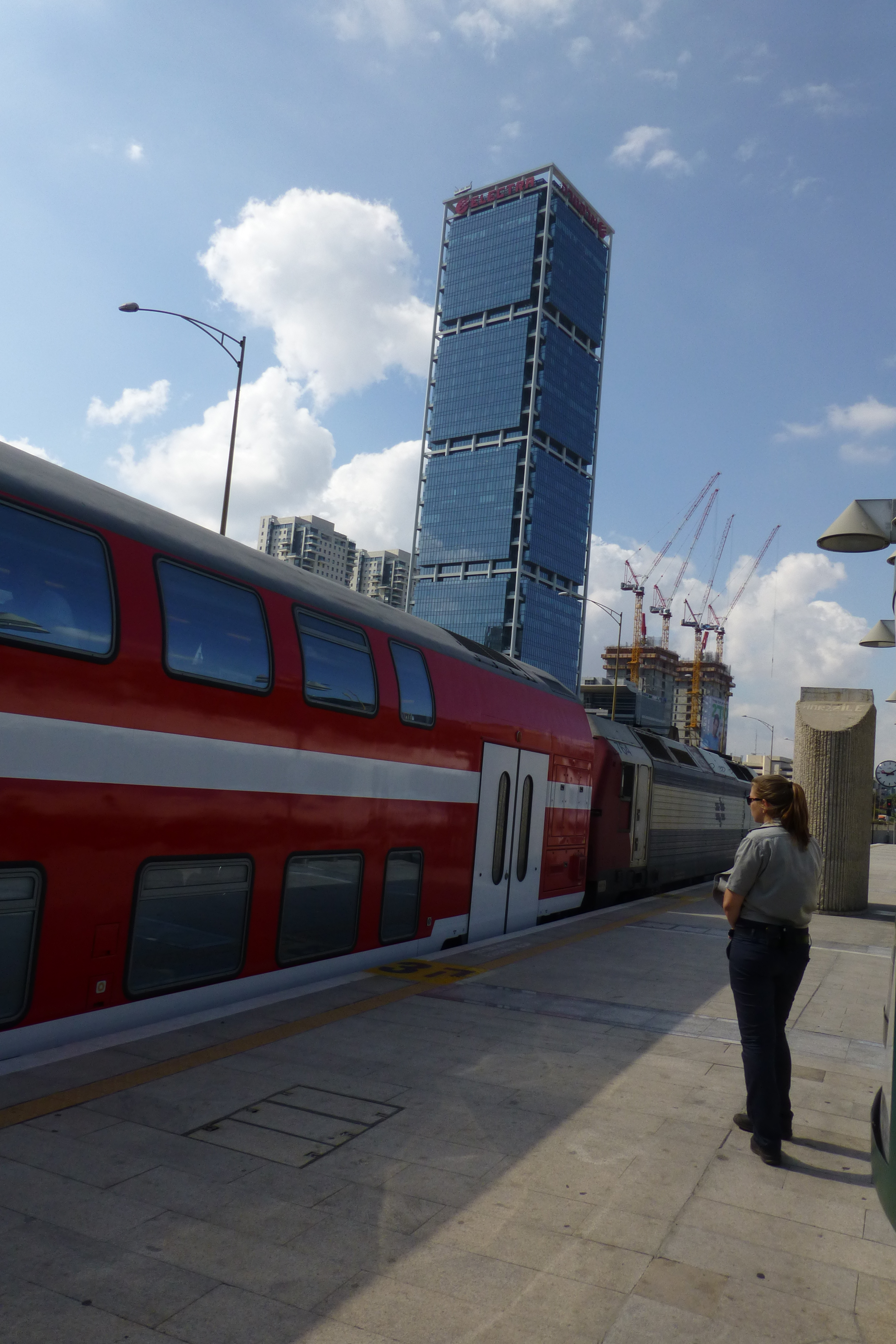
Потяг для пасажирських перевезень

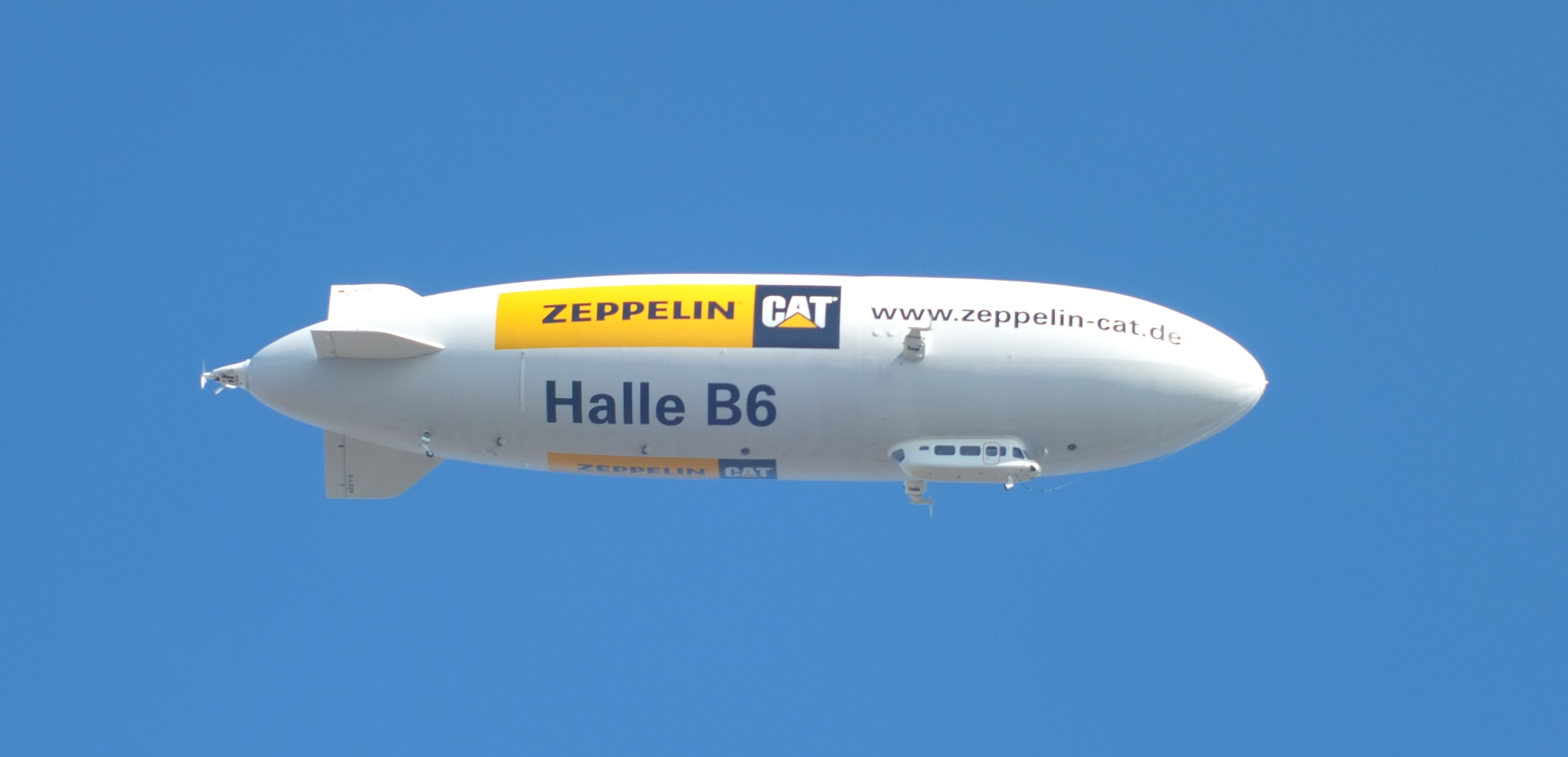
Дирижабль (повітроплав)

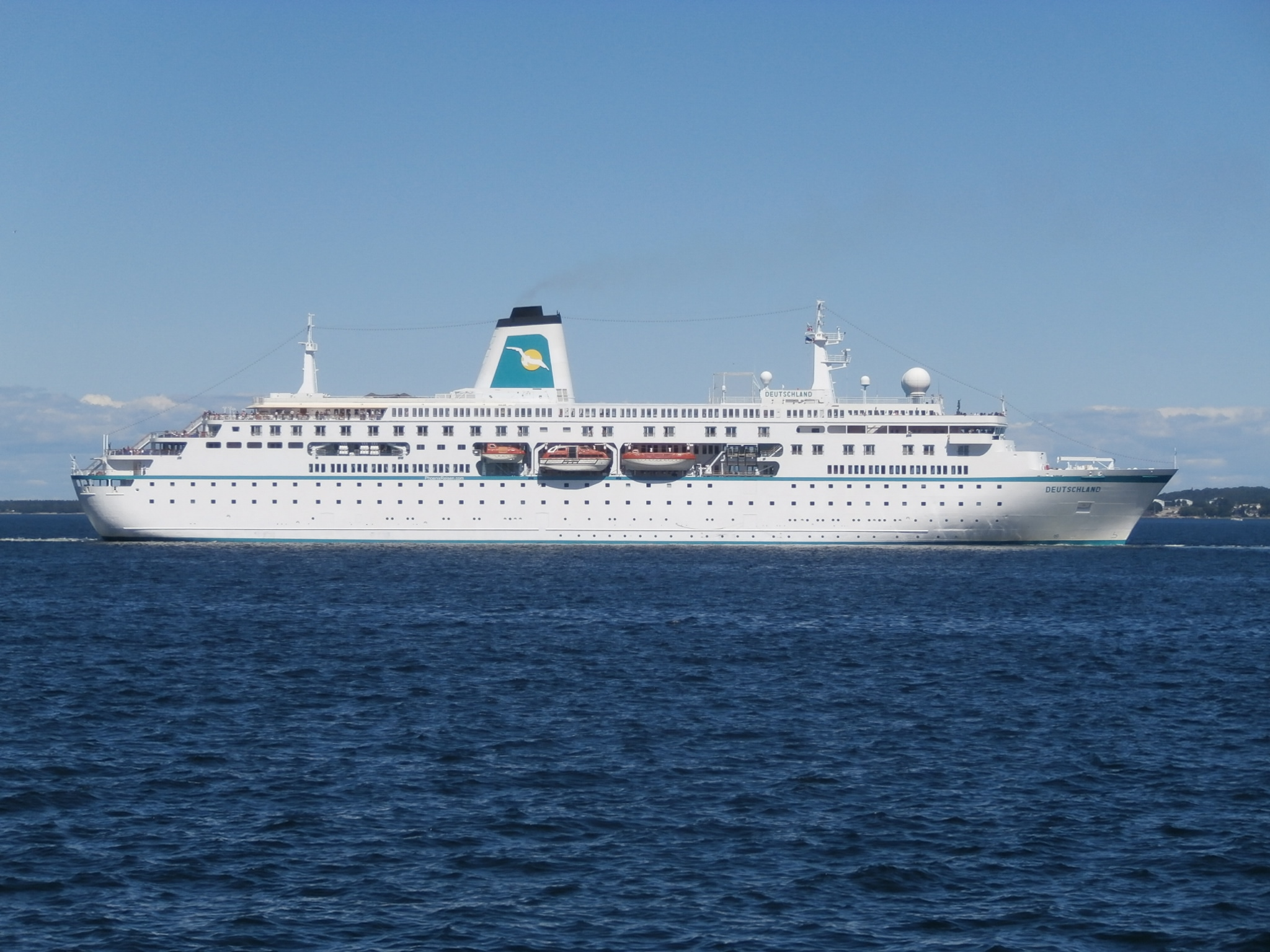
Пасажирське судно

Тра́нспортний за́сіб (ТЗ) — технічний пристрій, призначений для перевезення людей і вантажів. 
До транспортних засобів належать вози, велосипеди, механічні транспортні засоби (мотоцикли, автомобілі, вантажівки, автобуси), причепи, рейковий транспорт (поїзди, трамваї), плавзасоби (судна, човни), амфібії, повітряні судна (літаки, вертольоти) та космічні апарати.

## Класифікація

### За типом рушійної сили (приводу)
- Транспортні засоби, що приводяться в рух силою людських м'язів.
  - Дрезина
  - Велосипед
  - Байдарка
  - Каное
  - Педальний (пляжний) катамаран
- Гужовий транспорт — транспорт, що рухається силою м'язів тварин: коней, верблюдів, волів, буйволів, лам, віслюків, оленів, слонів, собак. Розрізняють в'ючний — тварина безпосередньо несе вантаж; тягловий — тварина упряжена у віз, сани, бричку, екіпаж. Зазвичай, як в'ючних використовують великих копитних тварин.[2]
- Транспортні засоби, що приводяться в рух силою вітру або потоків повітря — вітрильне судно, повітряна куля, планер, дельтаплан, парашут.
- Транспортні засоби, що приводяться в рух потоками води, течією, наприклад, лісосплав.
- Механічний транспортний засіб — транспортний засіб, що приводиться в рух з допомогою двигуна. Цей термін поширюється на трактори, самохідні машини і механізми, а також тролейбуси та транспортні засоби з електродвигуном потужністю понад 3 кВт.[3]

### За середовищем, в якому відбувається рух

#### Наземний (сухопутний) транспорт
- Ручні наземні транспортні засоби — наземні транспортні засоби, що приводяться в рух силою людських м'язів, тачки, ноші, вагонетки тощо.
- Велотранспорт— наземний вид транспорту, що приводяться в рух силою людських м'язів за допомогою педалей, це перш за все велосипеди та менш поширені веломобілі.
- Рейкові або ж залізничні транспортні засоби — транспортні засоби що рухаються по рейках, зазвичай завдяки власним двигунам — поїзд, трамвай, дрезина, вагонетка тощо[4].
- Нерейковий транспортний засіб
  - Автотранспортні засоби — транспортні засоби які рухаються на колесах по дорогах за допомогою влсного двигуна: власне пасажирські автомобілі, вантажний автотранспорт, автобуси, тролейбуси, мотоцикли.[5][6]

#### Водний транспорт
Водні транспортні засоби — різноманітні транспортні засоби призначені для руху на поверхні і в глибині води (океанів, морів, річок, озер).
- Пліт (плавзасіб)
- Судно
- Корабель
- Човен
- Субмарина

#### Повітряний транспорт
Повітряні транспортні засоби — різноманітні транспортні засоби призначені для польотів в атмосфері, літальні апарати.
- Аеростат
- Літак
- Вертоліт
- Дирижабль

#### Космічний транспорт
Космічні транспортні засоби — транспортні засоби для польотів у космосі: 
- ракети,
- космічні кораблі,

тощо.